# Mamorino3
mamorino 3（マモリーノ スリー）は、京セラが日本国内向けに開発した、auブランドを展開するKDDIおよび沖縄セルラー電話の第3/第3.5世代移動通信システム（au 3G(旧・CDMA 1X/CDMA 1X WIN)）対応通話・通信機能付き防犯ツールである。製造型番はKYY05（ケイワイワイ ゼロゴ）。

## 概要
2011年3月に発売されたmamorino2（KYY02）の後続機種で、防水(IPX5/IPX7等級)・防塵(IP5X等級)機能のほかに今回はMIL規格準拠の耐衝撃性能にも対応し、さらに防犯ブザーは誤操作を防止するスライドスイッチ式に変更し、本体をランドセルなどに下げられる専用ストラップホールが新たに追加された。また、あいおいニッセイ同和損害保険の引き受けにより、契約者全員に子供がけがをした際などの傷害保険、日常生活での個人賠償責任補償がセットになった保険 (個人賠償責任補償付スタンダード傷害保険) が無料で付与されたほか、本機を購入したユーザーには、au損害保険の子供向け保険（個人賠償責任補償付スタンダード傷害保険）が無料で付与される。登録した利用者（子供）が入院した場合の一時金として1日1万5000円が補償されるほか（入院2日以上）、対人・対物の損害保険（最高200万円）も含まれるほか、対象には利用者の保護者や兄弟などの家族も含まれている。補償期間に関しては本機を契約した日の翌日0時から2年間有効となっている。
従来のmamorinoシリーズ同様、これまで通り電源スイッチは装備されていない。

## 沿革
- 2012年（平成24年）12月21日 - KDDI、および京セラより公式発表。
- 2013年（平成25年）1月11日 - 全国にて一斉発売。
- 2018年（平成30年）2月末 - 販売終了。
- 2022年（令和4年）3月31日 - 3Gサービスの終了・停波により当端末は利用不可となる[2]。

## 主な機能・対応サービス
- 防水性能（IPX5/IPX7等級）
- 防塵性能（IP5X等級）
- 耐衝撃性能（MIL規格準拠）
- ココセコム（別途セコムとの契約が必要）
- ケータイアップデート（保護者専用メニューモード使用時のみ利用可能）
- 特定Cメール送受信（ペア相手のみ）
- au ICカード（R-UIMカード）対応（ただしグローバルパスポートのレンタルサービスには非対応）
- 学校向け電源オフ

| 主な対応サービス                                                   | 主な対応サービス                                                                            | 主な対応サービス                          | 主な対応サービス                                                                  |
| ------------------------------------------------------------------ | ------------------------------------------------------------------------------------------- | ----------------------------------------- | --------------------------------------------------------------------------------- |
| EZweb （EZアクセス制限あり）                                       | EZ「着うた」 （ハイクオリティステレオ(HE-AAC)対応） EZ「着うたフル」 EZ「着うたフルプラス」 | LISMOビデオクリップ                       | LISMO Video                                                                       |
| EZチャンネル                                                       | EZチャンネルプラス                                                                          | Touch Message                             | EZFeliCa                                                                          |
| PCサイトビューア                                                   | じぶん銀行アプリ (別途ダウンロードにて対応)                                                 | EZアプリ(BREW)                            | オープンアプリプレイヤー                                                          |
| ケータイ de PCメール                                               | デコレーションメール                                                                        | デコレーションアニメ                      | au one メール                                                                     |
| EZナビウォーク                                                     | EZ助手席ナビ (別途ダウンロードにて対応)                                                     | 安心ナビ                                  | 災害時ナビ 緊急地震速報 (音声読み上げ対応)                                        |
| 移動経路通知（緊急機能としてココセコムを選択される場合は利用不可） | 居場所通知（別途EZwebの契約が必要）                                                         | グローバルパスポート （レンタルサービス） | au Smart Sports （Karada Manager） (ただし、Run & Walkは別途ダウンロードにて対応) |
| 護身用防犯ブザー                                                   | 赤外線通信 auフェムトセル (別途、ケータイアップデートにて対応)                              | 制限モード (発着信・送受信制限)           | 通話モード                                                                        |

など

## 注
1. ↑  au電話の比吸収率について > mamorino3 - au（KDDI） 2013年1月10日閲覧。
2. ↑  「CDMA 1X WIN」サービスの終了について - KDDI 2018年11月16日